# Haptocorrine
L'haptocorrine (HC) aussi connue sous le nom de transcobalamine-1 (TC-1) est une protéine qui, chez l'homme, est codée par le gène TCN1 situé sur le chromosome 11 humain. Il s'agit d'une glycoprotéine produite par les glandes salivaires ainsi que par les glandes gastriques. 

## Fonction
Sa fonction essentielle est la protection de la vitamine B12 (cobalamine) sensible aux acides lors de son passage dans l'estomac. Une fois que le complexe haptocorrine-cobalamine est passé dans le duodénum à pH plus neutre, les protéases pancréatiques dégradent l'haptocorrine, libérant la cobalamine, qui se lie alors au facteur intrinsèque jusqu'à l'iléon où elle sera absorbée.